# Srinivasa Ramanujan
Srinivasa Ramanujan (în tamilă: ஸ்ரீநிவாச ராமானுஜன; n. 22 decembrie 1887, Erode⁠(d), India Britanică – d. 26 aprilie 1920, Kudanthaiyan⁠(d), India Britanică, Imperiul Britanic) a fost un matematician indian considerat ca fiind unul dintre cei mai mari matematicieni ai secolului al XX-lea.
Neavând studii speciale matematice a obținut rezultate deosebite în domeniul analizei matematice, teoriei numerelor, seriilor infinite și fracțiilor continue.
Ramanujan s-a născut în sudul Indiei, într-o familie strict religioasă. La școală s-au deslușit capacitățile sale matematice și un student cunoscut din orașul Mandras i-a dat o carte de trigonometrie. La 14 ani Ramanujan a descoperit formula lui Euler însă avea apoi să fie indispus la aflarea faptului publicării ei cu mult mai înainte. 
La vârsta de 16 ani acesta a făcut cunoștință cu lucrarea în două volume a matematicianului George Shoobridge Carr care conținea 6165 teoreme și formule, practic fără dovezi și explicații. Tânărul care nu a avut nici acces la universități, nici comunicare cu matematicienii a studiat volumele, astfel creându-și un mod specific de gândire și o metodă individuală de demonstrații.
În anul 1913, renumitul profesor al Universității din Cambridge, Godfrey Harold Hardy, a primit o scrisoare de la Ramanujan, unde acesta menționează că nu a studiat la universitate și după școala medie studiază matematica singur. La scrisoare erau atașate formule, tânărul a rugat ca ele să fie publicate dacă îi erau interesante profesorului, deoarece el este sărac și nu are bani pentru a le publica. Între profesorul din Cambridge și indianul sărac s-a legat o aprinsă conversație în urma căreia Hardy a adunat circa 120 de formule necunoscute științei, profesorul declarând că ”l-au înfrânt complet (pe el și pe colegii lui)”. După dorința lui Hardy, la vârsta de 27 ani, Ramanujan se mută la Cambridge, acolo el a fost ales ca membru al Societății Regale Engleze din Academia Științifică Engleză și totodată profesor al Universității Cambridge, el fiind primul indian care a ajuns la așa nivel înalt în Anglia. Lucrările cu formulele lui ieșeau una după alta, stârnind mirarea dar și neînțelegerea colegilor. 
În timpul vieții lui, Ramanujan a obținut aproximativ 3.900 de rezultate (majoritatea ale unor identități sau ale unor ecuații). Majoritatea erau complet noi: rezultatele lui originale și neconvenționale, ca Numărul Prim Ramanujan, funcția theta Ramanujan au deschis întregi domenii de activitate și au determinat o muncă impresionantă de documentare. 
Ramanujan a contribuit mult la formarea lumii matematice, acesta și-a destinat viața formulelor, trecând prin sărăcie și rasism. Acesta își continua calculele chiar și în timpul când suferea de tuberculoză, de la care a decedat la vârsta de 32 ani. Matematicianul menționa că formulele în vis și în rugăciune i le deschide un zeu indian, Namagiri Thayar. Formulele lui sunt utilizate și în ramurile contemporane ale științei despre care în zilele lui nimeni nici nu își putea imagina.